# NGC 464

NGC 464

NGC 464 هي مجرة تتبع كوكبة المرأة المسلسلة. اكتشفها فيلهلم تمبل في 1882.

## روابط خارجية
- NGC 464 على موقع ويكي سكاي: DSS2, SDSS, GALEX, IRAS, Hydrogen α, X-Ray, Astrophoto, Sky Map, Articles and images